# مراین کوروار
مراین کوروار (هلندی: Merijn Korevaar؛ زادهٔ ۷ مهٔ ۱۹۹۴) دوچرخه‌سوار اهل هلند است.
از باشگاه‌هایی که در آن رکاب زده‌است می‌توان به تیم دوچرخه‌سواری رابوبانک دولوپمنت اشاره کرد.